# テネシー州選出のアメリカ合衆国上院議員
以下は、テネシー州選出のアメリカ合衆国上院議員の一覧である。
テネシー州は1796年6月1日に連邦に加わった。同州の上院での議席は連邦からの離脱により、1862年3月に空席とされた。1866年7月以降、再び元に戻された。

## 第1・2部
| 第1部 第1部の上院議員は西暦年を6で除算したときの剰余が1と等しい年が任期末である。最近では1994年, 2000年, 2006年, 2012年,2018年に改選されている。次の選挙は2024年を予定している。 | 第1部 第1部の上院議員は西暦年を6で除算したときの剰余が1と等しい年が任期末である。最近では1994年, 2000年, 2006年, 2012年,2018年に改選されている。次の選挙は2024年を予定している。 | 第1部 第1部の上院議員は西暦年を6で除算したときの剰余が1と等しい年が任期末である。最近では1994年, 2000年, 2006年, 2012年,2018年に改選されている。次の選挙は2024年を予定している。 | 第1部 第1部の上院議員は西暦年を6で除算したときの剰余が1と等しい年が任期末である。最近では1994年, 2000年, 2006年, 2012年,2018年に改選されている。次の選挙は2024年を予定している。 | 第1部 第1部の上院議員は西暦年を6で除算したときの剰余が1と等しい年が任期末である。最近では1994年, 2000年, 2006年, 2012年,2018年に改選されている。次の選挙は2024年を予定している。 | 第1部 第1部の上院議員は西暦年を6で除算したときの剰余が1と等しい年が任期末である。最近では1994年, 2000年, 2006年, 2012年,2018年に改選されている。次の選挙は2024年を予定している。 | 議会                                                                           | 第2部 第2部の上院議員は西暦年を6で除算したときの剰余が3と等しい年が任期末である。最近では1996年, 2002年, 2008年,2014年,2020年に改選されている。次の選挙は2026年を予定している。 | 第2部 第2部の上院議員は西暦年を6で除算したときの剰余が3と等しい年が任期末である。最近では1996年, 2002年, 2008年,2014年,2020年に改選されている。次の選挙は2026年を予定している。 | 第2部 第2部の上院議員は西暦年を6で除算したときの剰余が3と等しい年が任期末である。最近では1996年, 2002年, 2008年,2014年,2020年に改選されている。次の選挙は2026年を予定している。 | 第2部 第2部の上院議員は西暦年を6で除算したときの剰余が3と等しい年が任期末である。最近では1996年, 2002年, 2008年,2014年,2020年に改選されている。次の選挙は2026年を予定している。 | 第2部 第2部の上院議員は西暦年を6で除算したときの剰余が3と等しい年が任期末である。最近では1996年, 2002年, 2008年,2014年,2020年に改選されている。次の選挙は2026年を予定している。 | 第2部 第2部の上院議員は西暦年を6で除算したときの剰余が3と等しい年が任期末である。最近では1996年, 2002年, 2008年,2014年,2020年に改選されている。次の選挙は2026年を予定している。 |
| # | 氏名 | 所属政党 | 在職期間 | 選挙歴 | 任期 | 議会                                                                           | 任期 | 選挙歴 | 在職期間 | 所属政党 | 氏名 | # |
| 空席 | 空席 | 空席 | 1796年6月1日 – 1796年8月2日 | 連邦加盟の2ヶ月後まで上院議員を選出せず | 1 | 4                                                                              | 1 | 連邦加盟の2ヶ月後まで上院議員を選出せず | 1796年6月1日 – 1796年8月2日 | 空席 | 空席 | 空席 |
| 1 | ウィリアム・コック | 民主共和党 | 1796年8月2日 – 1797年9月26日 | 1796年選出 除名 | 1 | 4                                                                              | 1 | 1796年選出 | 1796年8月2日 – 1797年7月8日 | 民主共和党 | ウィリアム・ブラウント | 1 |
| 1 | ウィリアム・コック | 民主共和党 | 1796年8月2日 – 1797年9月26日 | 州議会の選出失敗に帰する任期開始のため任命 後継が選出され辞職 | 2 | 5                                                                              | 1 | 1796年選出 | 1796年8月2日 – 1797年7月8日 | 民主共和党 | ウィリアム・ブラウント | 1 |
| 1 | ウィリアム・コック | 民主共和党 | 1796年8月2日 – 1797年9月26日 | 州議会の選出失敗に帰する任期開始のため任命 後継が選出され辞職 | 2 | 5                                                                              | 1 | ブラウントの任期を満了するため選出 第1部の上院議員に選出され辞職 | 1797年7月8日 – 1799年3月3日 | 民主共和党 | ジョーゼフ・インズリー・アンダーソン | 2 |
| 2 | アンドリュー・ジャクソン | 民主共和党 | 1797年9月26日 – 1798年4月1日 | コックの任期を満了するため選出 辞職 | 2 | 5                                                                              | 1 | ブラウントの任期を満了するため選出 第1部の上院議員に選出され辞職 | 1797年7月8日 – 1799年3月3日 | 民主共和党 | ジョーゼフ・インズリー・アンダーソン | 2 |
| 空席 | 空席 | 空席 | 1798年4月1日 – 1798年10月6日 | | 2 | 5                                                                              | 1 | ブラウントの任期を満了するため選出 第1部の上院議員に選出され辞職 | 1797年7月8日 – 1799年3月3日 | 民主共和党 | ジョーゼフ・インズリー・アンダーソン | 2 |
| 3 | ダニエル・スミス | 民主共和党 | 1798年10月6日 – 1799年3月3日 | ジャクソンの任期を満了するため任命 引退 | 2 | 5                                                                              | 1 | ブラウントの任期を満了するため選出 第1部の上院議員に選出され辞職 | 1797年7月8日 – 1799年3月3日 | 民主共和党 | ジョーゼフ・インズリー・アンダーソン | 2 |
| 4 | ジョーゼフ・インズリー・アンダーソン | 民主共和党 | 1799年3月4日 – 1815年3月3日 | ジャクソンの任期を満了するため選出 | 2 | 6                                                                              | 2 | 1799年選出 引退 or 再選に失敗 | 1799年3月4日 – 1805年3月3日 | 民主共和党 | ウィリアム・コック | 3 |
| 4 | ジョーゼフ・インズリー・アンダーソン | 民主共和党 | 1799年3月4日 – 1815年3月3日 | ジャクソンの任期を満了するため選出 | 2 | 7                                                                              | 2 | 1799年選出 引退 or 再選に失敗 | 1799年3月4日 – 1805年3月3日 | 民主共和党 | ウィリアム・コック | 3 |
| 4 | ジョーゼフ・インズリー・アンダーソン | 民主共和党 | 1799年3月4日 – 1815年3月3日 | 1803年再選 | 3 | 8                                                                              | 2 | 1799年選出 引退 or 再選に失敗 | 1799年3月4日 – 1805年3月3日 | 民主共和党 | ウィリアム・コック | 3 |
| 4 | ジョーゼフ・インズリー・アンダーソン | 民主共和党 | 1799年3月4日 – 1815年3月3日 | 1803年再選 | 3 | 9                                                                              | 3 | 1804年 or 1805年 辞職 | 1805年3月4日 – 1809年3月31日 | 民主共和党 | ダニエル・スミス | 4 |
| 4 | ジョーゼフ・インズリー・アンダーソン | 民主共和党 | 1799年3月4日 – 1815年3月3日 | 1803年再選 | 3 | 10                                                                             | 3 | 1804年 or 1805年 辞職 | 1805年3月4日 – 1809年3月31日 | 民主共和党 | ダニエル・スミス | 4 |
| 4 | ジョーゼフ・インズリー・アンダーソン | 民主共和党 | 1799年3月4日 – 1815年3月3日 | 1809年再選 引退 | 4 | 11                                                                             | 3 | 1804年 or 1805年 辞職 | 1805年3月4日 – 1809年3月31日 | 民主共和党 | ダニエル・スミス | 4 |
| 4 | ジョーゼフ・インズリー・アンダーソン | 民主共和党 | 1799年3月4日 – 1815年3月3日 | 1809年再選 引退 | 4 | 11                                                                             | 3 | | 1809年4月1日 – 1809年4月10日 | 空席 | 空席 | 空席 |
| 4 | ジョーゼフ・インズリー・アンダーソン | 民主共和党 | 1799年3月4日 – 1815年3月3日 | 1809年再選 引退 | 4 | 11                                                                             | 3 | スミスの任期を満了するため選出 | 1809年4月11日 – 1811年10月8日 | 民主共和党 | ジェンキン・ホワイトサイド | 5 |
| 4 | ジョーゼフ・インズリー・アンダーソン | 民主共和党 | 1799年3月4日 – 1815年3月3日 | 1809年再選 引退 | 4 | 12                                                                             | 4 | 1810年 or 1811年選出 辞職 | 1809年4月11日 – 1811年10月8日 | 民主共和党 | ジェンキン・ホワイトサイド | 5 |
| 4 | ジョーゼフ・インズリー・アンダーソン | 民主共和党 | 1799年3月4日 – 1815年3月3日 | 1809年再選 引退 | 4 | 12                                                                             | 4 | ホワイトサイドの任期を満了するため選出 辞職 | 1811年10月8日 – 1814年2月11日 | 民主共和党 | ジョージ・キャンベル | 6 |
| 4 | ジョーゼフ・インズリー・アンダーソン | 民主共和党 | 1799年3月4日 – 1815年3月3日 | 1809年再選 引退 | 4 | 13                                                                             | 4 | ホワイトサイドの任期を満了するため選出 辞職 | 1811年10月8日 – 1814年2月11日 | 民主共和党 | ジョージ・キャンベル | 6 |
| 4 | ジョーゼフ・インズリー・アンダーソン | 民主共和党 | 1799年3月4日 – 1815年3月3日 | 1809年再選 引退 | 4 |                                                                                | 4 | 1814年2月12日 – 1814年3月16日 | 空席 | 空席 | 空席 | |
| 4 | ジョーゼフ・インズリー・アンダーソン | 民主共和党 | 1799年3月4日 – 1815年3月3日 | 1809年再選 引退 | 4 | キャンベルの任期を引き継ぐため選出 後継選出時に引退                            | 4 | 1814年3月17日 – 1815年10月10日 | 民主共和党 | ジェシー・ホワートン | 7 | |
| 空席 | 空席 | 空席 | 1815年3月4日 – 1815年10月10日 | | 5 | キャンベルの任期を引き継ぐため選出 後継選出時に引退                            | 4 | 1814年3月17日 – 1815年10月10日 | 民主共和党 | ジェシー・ホワートン | 7 | 14 |
| 5 | ジョージ・キャンベル | 民主共和党 | 1815年10月10日 – 1818年4月20日 | 1815年選出 辞職 | 5 | キャンベルの任期を満了するため選出                                             | 4 | 1815年10月10日 – 1823年3月3日 | 民主共和党 | ジョン・ウィリアムズ | 8 | 14 |
| 5 | ジョージ・キャンベル | 民主共和党 | 1815年10月10日 – 1818年4月20日 | 1815年選出 辞職 | 5 | 15                                                                             | 5 | 1815年10月10日 – 1823年3月3日 | 民主共和党 | ジョン・ウィリアムズ | 8 | 州議会の選出失敗に帰する任期を開始するため任命 1817年10月2日任期を満了するため選出. 再選に失敗                                                                                  |
| 空席 | 空席 | 空席 | 1818年4月20日 – 1818年9月27日 | | 5 | 15                                                                             | 5 | 1815年10月10日 – 1823年3月3日 | 民主共和党 | ジョン・ウィリアムズ | 8 | 州議会の選出失敗に帰する任期を開始するため任命 1817年10月2日任期を満了するため選出. 再選に失敗                                                                                  |
| 6 | ジョン・ヘンリー・イートン | 民主共和党 | 1818年9月5日 – 1821年3月4日 | キャンベルの任期を引き継ぐため任命 1819年10月9日キャンベルの任期を満了するため選出 州議会が選出に失敗                                                                            | 5 | 15                                                                             | 5 | 1815年10月10日 – 1823年3月3日 | 民主共和党 | ジョン・ウィリアムズ | 8 | 州議会の選出失敗に帰する任期を開始するため任命 1817年10月2日任期を満了するため選出. 再選に失敗                                                                                  |
| 6 | ジョン・ヘンリー・イートン | 民主共和党 | 1818年9月5日 – 1821年3月4日 | キャンベルの任期を引き継ぐため任命 1819年10月9日キャンベルの任期を満了するため選出 州議会が選出に失敗                                                                            | 5 | 16                                                                             | 5 | 1815年10月10日 – 1823年3月3日 | 民主共和党 | ジョン・ウィリアムズ | 8 | 州議会の選出失敗に帰する任期を開始するため任命 1817年10月2日任期を満了するため選出. 再選に失敗                                                                                  |
| 6 | 空席 | 空席 | 1821年3月4日 – 1821年9月27日 | | 6 | 17                                                                             | 5 | 1815年10月10日 – 1823年3月3日 | 民主共和党 | ジョン・ウィリアムズ | 8 | 州議会の選出失敗に帰する任期を開始するため任命 1817年10月2日任期を満了するため選出. 再選に失敗                                                                                  |
| 6 | ジョン・ヘンリー・イートン | 民主共和党 | 1821年9月27日 – 1829年3月9日 | 1821年再選 | 6 | 17                                                                             | 5 | 1815年10月10日 – 1823年3月3日 | 民主共和党 | ジョン・ウィリアムズ | 8 | 州議会の選出失敗に帰する任期を開始するため任命 1817年10月2日任期を満了するため選出. 再選に失敗                                                                                  |
| 6 | ジョン・ヘンリー・イートン | ジャクソン民主共和党 | 1821年9月27日 – 1829年3月9日 | 1821年再選 | 6 | 18                                                                             | 6 | 1822年 or 1823年選出 辞職 | 1823年3月4日 – 1825年10月14日 | ジャクソン民主共和党 | アンドリュー・ジャクソン | 9 |
| 6 | ジョン・ヘンリー・イートン | ジャクソニアン党 | 1821年9月27日 – 1829年3月9日 | 1821年再選 | 6 | 19                                                                             | 6 | 1822年 or 1823年選出 辞職 | 1823年3月4日 – 1825年10月14日 | ジャクソニアン党 | アンドリュー・ジャクソン | 9 |
| 6 | ジョン・ヘンリー・イートン | ジャクソニアン党 | 1821年9月27日 – 1829年3月9日 | 1821年再選 | 6 | 19                                                                             | 6 | | 1825年10月15日 – 1825年10月27日 | 空席 | 空席 | 空席 |
| 6 | ジョン・ヘンリー・イートン | ジャクソニアン党 | 1821年9月27日 – 1829年3月9日 | 1821年再選 | 6 | 19                                                                             | 6 | ジャクソンの任期を満了するため選出 | 1825年10月28日 – 1840年1月13日 | ジャクソニアン党 | ヒュー・ローソン・ホワイト | 10 |
| 6 | ジョン・ヘンリー・イートン | ジャクソニアン党 | 1821年9月27日 – 1829年3月9日 | 1827年再選 陸軍長官就任のため辞職 | 7 | 20                                                                             | 6 | ジャクソンの任期を満了するため選出 | 1825年10月28日 – 1840年1月13日 | ジャクソニアン党 | ヒュー・ローソン・ホワイト | 10 |
| 6 | ジョン・ヘンリー・イートン | ジャクソニアン党 | 1821年9月27日 – 1829年3月9日 | 1827年再選 陸軍長官就任のため辞職 | 7 | 21                                                                             | 7 | 1829年再選 | 1825年10月28日 – 1840年1月13日 | ジャクソニアン党 | ヒュー・ローソン・ホワイト | 10 |
| 空席 | 空席 | 空席 | 1829年3月9日 – 1829年10月19日 | | 7 | 21                                                                             | 7 | 1829年再選 | 1825年10月28日 – 1840年1月13日 | ジャクソニアン党 | ヒュー・ローソン・ホワイト | 10 |
| 7 | フェリックス・グランディ | ジャクソニアン党 | 1829年10月19日 – 1838年7月4日 | イートンの任期を満了するため選出 | 7 | 21                                                                             | 7 | 1829年再選 | 1825年10月28日 – 1840年1月13日 | ジャクソニアン党 | ヒュー・ローソン・ホワイト | 10 |
| 7 | フェリックス・グランディ | ジャクソニアン党 | 1829年10月19日 – 1838年7月4日 | イートンの任期を満了するため選出 | 7 | 22                                                                             | 7 | 1829年再選 | 1825年10月28日 – 1840年1月13日 | ジャクソニアン党 | ヒュー・ローソン・ホワイト | 10 |
| 7 | フェリックス・グランディ | ジャクソニアン党 | 1829年10月19日 – 1838年7月4日 | 1833年再選 司法長官就任のため辞職 | 8 | 23                                                                             | 7 | 1829年再選 | 1825年10月28日 – 1840年1月13日 | ジャクソニアン党 | ヒュー・ローソン・ホワイト | 10 |
| 7 | フェリックス・グランディ | ジャクソニアン党 | 1829年10月19日 – 1838年7月4日 | 1833年再選 司法長官就任のため辞職 | 8 | 24                                                                             | 8 | 1835年再選 辞職 | 1825年10月28日 – 1840年1月13日 | 反ジャクソニアン党 | ヒュー・ローソン・ホワイト | 10 |
| 7 | フェリックス・グランディ | 民主党 | 1829年10月19日 – 1838年7月4日 | 1833年再選 司法長官就任のため辞職 | 8 | 25                                                                             | 8 | 1835年再選 辞職 | 1825年10月28日 – 1840年1月13日 | ホイッグ党 | ヒュー・ローソン・ホワイト | 10 |
| 空席 | 空席 | 空席 | 1838年7月5日 – 1838年9月16日 | | 8 | 25                                                                             | 8 | 1835年再選 辞職 | 1825年10月28日 – 1840年1月13日 | ホイッグ党 | ヒュー・ローソン・ホワイト | 10 |
| 8 | エフライム・H・フォスター | ホイッグ党 | 1838年9月17日 – 1839年3月3日 | グランディの任期を満了するため選出 辞職 | 8 | 25                                                                             | 8 | 1835年再選 辞職 | 1825年10月28日 – 1840年1月13日 | ホイッグ党 | ヒュー・ローソン・ホワイト | 10 |
| 空席 | 空席 | 空席 | 1839年3月3日 – 1839年11月19日 | | 9 | 26                                                                             | 8 | 1835年再選 辞職 | 1825年10月28日 – 1840年1月13日 | ホイッグ党 | ヒュー・ローソン・ホワイト | 10 |
| 9 | フェリックス・グランディ | 民主党 | 1839年11月19日 – 1840年12月19日 | 1839年選出 死去 | 9 |                                                                                | 8 | 1835年再選 辞職 | 1825年10月28日 – 1840年1月13日 | ホイッグ党 | ヒュー・ローソン・ホワイト | 10 |
| 9 | フェリックス・グランディ | 民主党 | 1839年11月19日 – 1840年12月19日 | 1839年選出 死去 | 9 |                                                                                | 8 | 1840年1月13日 – 1840年2月25日 | 空席 | 空席 | 空席 | |
| 9 | フェリックス・グランディ | 民主党 | 1839年11月19日 – 1840年12月19日 | 1839年選出 死去 | 9 | ホワイトの任期を満了するため選出 引退                                          | 8 | 1840年2月25日 – 1841年3月3日 | 民主党 | アレクサンダー・O・アンダーソン | 11 | |
| 空席 | 空席 | 空席 | 1840年12月19日 – 1840年12月25日 | | 9 | ホワイトの任期を満了するため選出 引退                                          | 8 | 1840年2月25日 – 1841年3月3日 | 民主党 | アレクサンダー・O・アンダーソン | 11 | |
| 10 | アルフレッド・O・P・ニコルソン | 民主党 | 1840年12月25日 – 1842年2月7日 | グランディの任期を引き継ぐため任命 引退 or 再選に失敗 | 9 | ホワイトの任期を満了するため選出 引退                                          | 8 | 1840年2月25日 – 1841年3月3日 | 民主党 | アレクサンダー・O・アンダーソン | 11 | |
| 10 | アルフレッド・O・P・ニコルソン | 民主党 | 1840年12月25日 – 1842年2月7日 | グランディの任期を引き継ぐため任命 引退 or 再選に失敗 | 9 | 27                                                                             | 9 | 州議会が選出に失敗 | 1841年3月4日 – 1843年10月17日 | 空席 | 空席 | 空席 |
| 空席 | 空席 | 空席 | 1842年2月7日 – 1843年10月17日 | | 9 | 27                                                                             | 9 | 州議会が選出に失敗 | 1841年3月4日 – 1843年10月17日 | 空席 | 空席 | 空席 |
| 空席 | 空席 | 空席 | 1842年2月7日 – 1843年10月17日 | 28 | 9 |                                                                                | 9 | 州議会が選出に失敗 | 1841年3月4日 – 1843年10月17日 | 空席 | 空席 | 空席 |
| 11 | エフライム・H・フォスター | ホイッグ党 | 1843年10月17日 – 1845年3月3日 | グランディの任期を満了するため選出 引退 or 再選に失敗 | 9 | 空席間の任期を満了するため選出 再選に失敗                                      | 9 | 1843年10月17日 – 1847年3月3日 | ホイッグ党 | スペンサー・ジャーナギン | 12 | |
| 12 | ホプキンス・L・ターネイ | 民主党 | 1845年3月4日 – 1851年3月3日 | 1844年選出 引退 or 再選に失敗 | 10 | 空席間の任期を満了するため選出 再選に失敗                                      | 9 | 1843年10月17日 – 1847年3月3日 | ホイッグ党 | スペンサー・ジャーナギン | 12 | 29 |
| 12 | ホプキンス・L・ターネイ | 民主党 | 1845年3月4日 – 1851年3月3日 | 1844年選出 引退 or 再選に失敗 | 10 | 30                                                                             | 10 | 州議会が選出に失敗 | 1847年3月4日 – 1847年11月21日 | 空席 | 空席 | 空席 |
| 12 | ホプキンス・L・ターネイ | 民主党 | 1845年3月4日 – 1851年3月3日 | 1844年選出 引退 or 再選に失敗 | 10 | 30                                                                             | 10 | 1847年選出 | 1847年11月22日 – 1859年3月3日 | ホイッグ党 | ジョン・ベル | 13 |
| 12 | ホプキンス・L・ターネイ | 民主党 | 1845年3月4日 – 1851年3月3日 | 1844年選出 引退 or 再選に失敗 | 10 | 31                                                                             | 10 | 1847年選出 | 1847年11月22日 – 1859年3月3日 | ホイッグ党 | ジョン・ベル | 13 |
| 13 | ジェームズ・C・ジョーンズ | ホイッグ党 | 1851年3月4日 – 1857年3月3日 | 1851年選出 引退 | 11 | 32                                                                             | 10 | 1847年選出 | 1847年11月22日 – 1859年3月3日 | ホイッグ党 | ジョン・ベル | 13 |
| 13 | ジェームズ・C・ジョーンズ | ホイッグ党 | 1851年3月4日 – 1857年3月3日 | 1851年選出 引退 | 11 | 33                                                                             | 11 | 1853年再選 引退 or 再選に失敗 | 1847年11月22日 – 1859年3月3日 | ホイッグ党 | ジョン・ベル | 13 |
| 13 | ジェームズ・C・ジョーンズ | ホイッグ党 | 1851年3月4日 – 1857年3月3日 | 1851年選出 引退 | 11 | 34                                                                             | 11 | 1853年再選 引退 or 再選に失敗 | 1847年11月22日 – 1859年3月3日 | ホイッグ党 | ジョン・ベル | 13 |
| 空席 | 空席 | 空席 | 1857年3月4日 – 1857年10月8日 | 州議会が選出に失敗 | 12 | 35                                                                             | 11 | 1853年再選 引退 or 再選に失敗 | 1847年11月22日 – 1859年3月3日 | ノウナッシング党 | ジョン・ベル | 13 |
| 14 | アンドリュー・ジャクソン | 民主党 | 1857年10月8日 – 1862年3月4日 | 1857年選出 テネシー州軍政長官就任のため辞職 | 12 | 35                                                                             | 11 | 1853年再選 引退 or 再選に失敗 | 1847年11月22日 – 1859年3月3日 | ノウナッシング党 | ジョン・ベル | 13 |
| 14 | アンドリュー・ジャクソン | 民主党 | 1857年10月8日 – 1862年3月4日 | 1857年選出 テネシー州軍政長官就任のため辞職 | 12 | 36                                                                             | 12 | 1858年選出 罷免 | 1859年3月4日 – 1861年3月3日 | 民主党 | アルフレッド・O・P・ニコルソン | 14 |
| 14 | アンドリュー・ジャクソン | 民主党 | 1857年10月8日 – 1862年3月4日 | 1857年選出 テネシー州軍政長官就任のため辞職 | 12 | 37                                                                             | 12 | 南北戦争 | 1861年3月4日 – 1866年7月24日 | 空席 | 空席 | 空席 |
| 空席 | 空席 | 空席 | 1862年3月4日 – 1866年7月24日 | 南北戦争 | 12 | 37                                                                             | 12 | 南北戦争 | 1861年3月4日 – 1866年7月24日 | 空席 | 空席 | 空席 |
| 空席 | 空席 | 空席 | 1862年3月4日 – 1866年7月24日 | 南北戦争 | 13 | 38                                                                             | 12 | 南北戦争 | 1861年3月4日 – 1866年7月24日 | 空席 | 空席 | 空席 |
| 空席 | 空席 | 空席 | 1862年3月4日 – 1866年7月24日 | 南北戦争 | 13 | 39                                                                             | 13 | 南北戦争 | 1861年3月4日 – 1866年7月24日 | 空席 | 空席 | 空席 |
| 15 | デヴィッド・T・パターソン | Unionist | 1866年7月24日 – 1869年3月3日 | 空席間の任期を満了するため選出 引退 | 13 | 39                                                                             | 13 | 空席間の任期を満了するため選出 引退 | 1866年7月24日 – 1871年3月3日 | Unionist | ジョセフ・S・ファウラー | 15 |
| 15 | デヴィッド・T・パターソン | 民主党 | 1866年7月24日 – 1869年3月3日 | 空席間の任期を満了するため選出 引退 | 13 | 40                                                                             | 13 | 空席間の任期を満了するため選出 引退 | 1866年7月24日 – 1871年3月3日 | 共和党 | ジョセフ・S・ファウラー | 15 |
| 16 | ウィリアム・G・ブラウンロー | 共和党 | 1869年3月4日 – 1875年3月3日 | 1867年選出 引退 | 14 | 41                                                                             | 13 | 空席間の任期を満了するため選出 引退 | 1866年7月24日 – 1871年3月3日 | 共和党 | ジョセフ・S・ファウラー | 15 |
| 16 | ウィリアム・G・ブラウンロー | 共和党 | 1869年3月4日 – 1875年3月3日 | 1867年選出 引退 | 14 | 42                                                                             | 14 | 1870年 or 1871年選出 引退 | 1871年3月4日 – 1877年3月3日 | 民主党 | ヘンリー・クーパー | 16 |
| 16 | ウィリアム・G・ブラウンロー | 共和党 | 1869年3月4日 – 1875年3月3日 | 1867年選出 引退 | 14 | 43                                                                             | 14 | 1870年 or 1871年選出 引退 | 1871年3月4日 – 1877年3月3日 | 民主党 | ヘンリー・クーパー | 16 |
| 17 | アンドリュー・ジョンソン | 民主党 | 1875年3月4日 – 1875年7月31日 | 1875年選出 死去 | 15 | 44                                                                             | 14 | 1870年 or 1871年選出 引退 | 1871年3月4日 – 1877年3月3日 | 民主党 | ヘンリー・クーパー | 16 |
| 18 | デイヴィッド・キー | 民主党 | 1875年8月18日 – 1877年1月19日 | ジョンソンの人気を引き継ぐため任命 再選に失敗 | 15 | 44                                                                             | 14 | 1870年 or 1871年選出 引退 | 1871年3月4日 – 1877年3月3日 | 民主党 | ヘンリー・クーパー | 16 |
| 19 | ジェームズ・E・ベイリー | 民主党 | 1877年1月19日 – 1881年3月3日 | ジョンソンの任期を満了するため選出 再選に失敗 | 15 | 44                                                                             | 14 | 1870年 or 1871年選出 引退 | 1871年3月4日 – 1877年3月3日 | 民主党 | ヘンリー・クーパー | 16 |
| 19 | ジェームズ・E・ベイリー | 民主党 | 1877年1月19日 – 1881年3月3日 | ジョンソンの任期を満了するため選出 再選に失敗 | 15 | 45                                                                             | 15 | 1877年選出 | 1877年3月4日 – 1897年7月8日 | 民主党 | イスハム・ハリス | 17 |
| 19 | ジェームズ・E・ベイリー | 民主党 | 1877年1月19日 – 1881年3月3日 | ジョンソンの任期を満了するため選出 再選に失敗 | 15 | 46                                                                             | 15 | 1877年選出 | 1877年3月4日 – 1897年7月8日 | 民主党 | イスハム・ハリス | 17 |
| 20 | ハウエル・ジャクソン | 民主党 | 1881年3月4日 – 1886年4月14日 | 選出年不明 巡回裁判所判事就任のため辞職 | 16 | 47                                                                             | 15 | 1877年選出 | 1877年3月4日 – 1897年7月8日 | 民主党 | イスハム・ハリス | 17 |
| 20 | ハウエル・ジャクソン | 民主党 | 1881年3月4日 – 1886年4月14日 | 選出年不明 巡回裁判所判事就任のため辞職 | 16 | 48                                                                             | 16 | 1883年再選 | 1877年3月4日 – 1897年7月8日 | 民主党 | イスハム・ハリス | 17 |
| 20 | ハウエル・ジャクソン | 民主党 | 1881年3月4日 – 1886年4月14日 | 選出年不明 巡回裁判所判事就任のため辞職 | 16 | 49                                                                             | 16 | 1883年再選 | 1877年3月4日 – 1897年7月8日 | 民主党 | イスハム・ハリス | 17 |
| 空席 | 空席 | 空席 | 1886年4月14日 – 1886年4月16日 | | 16 |                                                                                | 16 | 1883年再選 | 1877年3月4日 – 1897年7月8日 | 民主党 | イスハム・ハリス | 17 |
| 21 | ワシントン・C・ウィットソーン | 民主党 | 1886年4月16日 – 1887年3月3日 | ジャクソンの任期を満了するため選出 引退 or 再選に失敗 | 16 |                                                                                | 16 | 1883年再選 | 1877年3月4日 – 1897年7月8日 | 民主党 | イスハム・ハリス | 17 |
| 22 | ウィリアム・B・ベイト | 民主党 | 1887年3月4日 – 1905年3月9日 | 1887年選出 | 17 | 50                                                                             | 16 | 1883年再選 | 1877年3月4日 – 1897年7月8日 | 民主党 | イスハム・ハリス | 17 |
| 22 | ウィリアム・B・ベイト | 民主党 | 1887年3月4日 – 1905年3月9日 | 1887年選出 | 17 | 51                                                                             | 17 | 1889年再選 | 1877年3月4日 – 1897年7月8日 | 民主党 | イスハム・ハリス | 17 |
| 22 | ウィリアム・B・ベイト | 民主党 | 1887年3月4日 – 1905年3月9日 | 1887年選出 | 17 | 52                                                                             | 17 | 1889年再選 | 1877年3月4日 – 1897年7月8日 | 民主党 | イスハム・ハリス | 17 |
| 22 | ウィリアム・B・ベイト | 民主党 | 1887年3月4日 – 1905年3月9日 | 1893年再選 | 18 | 53                                                                             | 17 | 1889年再選 | 1877年3月4日 – 1897年7月8日 | 民主党 | イスハム・ハリス | 17 |
| 22 | ウィリアム・B・ベイト | 民主党 | 1887年3月4日 – 1905年3月9日 | 1893年再選 | 18 | 54                                                                             | 18 | 1895年再選 死去 | 1877年3月4日 – 1897年7月8日 | 民主党 | イスハム・ハリス | 17 |
| 22 | ウィリアム・B・ベイト | 民主党 | 1887年3月4日 – 1905年3月9日 | 1893年再選 | 18 | 55                                                                             | 18 | 1895年再選 死去 | 1877年3月4日 – 1897年7月8日 | 民主党 | イスハム・ハリス | 17 |
| 22 | ウィリアム・B・ベイト | 民主党 | 1887年3月4日 – 1905年3月9日 | 1893年再選 | 18 |                                                                                | 18 | 1897年7月9日 – 1897年7月19日 | 空席 | 空席 | 空席 | |
| 22 | ウィリアム・B・ベイト | 民主党 | 1887年3月4日 – 1905年3月9日 | 1893年再選 | 18 | ハリスの任期を引き継ぐため任命 1898年2月2日ハリスの任期を満了するため選出 引退 | 18 | 1897年7月20日 – 1901年3月3日 | 民主党 | トーマス・B・ターレイ | 18 | |
| 22 | ウィリアム・B・ベイト | 民主党 | 1887年3月4日 – 1905年3月9日 | 1899年再選 | 19 | ハリスの任期を引き継ぐため任命 1898年2月2日ハリスの任期を満了するため選出 引退 | 18 | 1897年7月20日 – 1901年3月3日 | 民主党 | トーマス・B・ターレイ | 18 | 56 |
| 22 | ウィリアム・B・ベイト | 民主党 | 1887年3月4日 – 1905年3月9日 | 1899年再選 | 19 | 57                                                                             | 19 | 1901年1月16日選出 再指名に失敗 | 1901年3月4日 – 1907年3月3日 | 民主党 | エドワード・W・カーマック | 19 |
| 22 | ウィリアム・B・ベイト | 民主党 | 1887年3月4日 – 1905年3月9日 | 1899年再選 | 19 | 58                                                                             | 19 | 1901年1月16日選出 再指名に失敗 | 1901年3月4日 – 1907年3月3日 | 民主党 | エドワード・W・カーマック | 19 |
| 22 | ウィリアム・B・ベイト | 民主党 | 1887年3月4日 – 1905年3月9日 | 1905年再選 死去 | 20 | 59                                                                             | 19 | 1901年1月16日選出 再指名に失敗 | 1901年3月4日 – 1907年3月3日 | 民主党 | エドワード・W・カーマック | 19 |
| 空席 | 空席 | 空席 | 1905年3月10日 – 1905年3月20日 | | 20 | 59                                                                             | 19 | 1901年1月16日選出 再指名に失敗 | 1901年3月4日 – 1907年3月3日 | 民主党 | エドワード・W・カーマック | 19 |
| 23 | ジェームズ・B・フレイジャー | 民主党 | 1905年3月21日 – 1911年3月3日 | ベイトの任期を満了するため選出 再選に失敗 | 20 | 59                                                                             | 19 | 1901年1月16日選出 再指名に失敗 | 1901年3月4日 – 1907年3月3日 | 民主党 | エドワード・W・カーマック | 19 |
| 23 | ジェームズ・B・フレイジャー | 民主党 | 1905年3月21日 – 1911年3月3日 | ベイトの任期を満了するため選出 再選に失敗 | 20 | 60                                                                             | 20 | 1907年1月15日選出 死去 | 1907年3月4日 – 1912年3月31日 | 民主党 | ロバート・ラヴ・テイラー | 20 |
| 23 | ジェームズ・B・フレイジャー | 民主党 | 1905年3月21日 – 1911年3月3日 | ベイトの任期を満了するため選出 再選に失敗 | 20 | 61                                                                             | 20 | 1907年1月15日選出 死去 | 1907年3月4日 – 1912年3月31日 | 民主党 | ロバート・ラヴ・テイラー | 20 |
| 24 | ルーク・リー | 民主党 | 1911年3月4日 – 1917年3月3日 | 1911年1月23日選出 再指名に失敗 | 21 | 62                                                                             | 20 | 1907年1月15日選出 死去 | 1907年3月4日 – 1912年3月31日 | 民主党 | ロバート・ラヴ・テイラー | 20 |
| 24 | ルーク・リー | 民主党 | 1911年3月4日 – 1917年3月3日 | 1911年1月23日選出 再指名に失敗 | 21 | 62                                                                             | 20 | | 1912年4月1日 – 1912年4月10日 | 空席 | 空席 | 空席 |
| 24 | ルーク・リー | 民主党 | 1911年3月4日 – 1917年3月3日 | 1911年1月23日選出 再指名に失敗 | 21 | 62                                                                             | 20 | テイラーの任期を引き継ぐため任命 後継選出時に引退 | 1912年4月11日 – 1913年1月24日 | 共和党 | ニューエル・サンダース | 21 |
| 24 | ルーク・リー | 民主党 | 1911年3月4日 – 1917年3月3日 | 1911年1月23日選出 再指名に失敗 | 21 | 62                                                                             | 20 | テイラーの任期を満了するため選出 引退 | 1913年1月24日 – 1913年3月3日 | 民主党 | ウィリアム・R・ウェッブ | 22 |
| 24 | ルーク・リー | 民主党 | 1911年3月4日 – 1917年3月3日 | 1911年1月23日選出 再指名に失敗 | 21 | 63                                                                             | 21 | 1913年1月23日選出 | 1913年3月4日 – 1925年3月3日 | 民主党 | ジョン・K・シールズ | 23 |
| 24 | ルーク・リー | 民主党 | 1911年3月4日 – 1917年3月3日 | 1911年1月23日選出 再指名に失敗 | 21 | 64                                                                             | 21 | 1913年1月23日選出 | 1913年3月4日 – 1925年3月3日 | 民主党 | ジョン・K・シールズ | 23 |
| 25 | ケネス・マッケラー | 民主党 | 1917年3月4日 – 1953年1月3日 | 1916年選出 | 22 | 65                                                                             | 21 | 1913年1月23日選出 | 1913年3月4日 – 1925年3月3日 | 民主党 | ジョン・K・シールズ | 23 |
| 25 | ケネス・マッケラー | 民主党 | 1917年3月4日 – 1953年1月3日 | 1916年選出 | 22 | 66                                                                             | 22 | 1918年再選 再指名に失敗 | 1913年3月4日 – 1925年3月3日 | 民主党 | ジョン・K・シールズ | 23 |
| 25 | ケネス・マッケラー | 民主党 | 1917年3月4日 – 1953年1月3日 | 1916年選出 | 22 | 67                                                                             | 22 | 1918年再選 再指名に失敗 | 1913年3月4日 – 1925年3月3日 | 民主党 | ジョン・K・シールズ | 23 |
| 25 | ケネス・マッケラー | 民主党 | 1917年3月4日 – 1953年1月3日 | 1922年再選 | 23 | 68                                                                             | 22 | 1918年再選 再指名に失敗 | 1913年3月4日 – 1925年3月3日 | 民主党 | ジョン・K・シールズ | 23 |
| 25 | ケネス・マッケラー | 民主党 | 1917年3月4日 – 1953年1月3日 | 1922年再選 | 23 | 69                                                                             | 23 | 1924年選出 死去 | 1925年3月4日 – 1929年8月24日 | 民主党 | ローレンス・D・タイソン | 24 |
| 25 | ケネス・マッケラー | 民主党 | 1917年3月4日 – 1953年1月3日 | 1922年再選 | 23 | 70                                                                             | 23 | 1924年選出 死去 | 1925年3月4日 – 1929年8月24日 | 民主党 | ローレンス・D・タイソン | 24 |
| 25 | ケネス・マッケラー | 民主党 | 1917年3月4日 – 1953年1月3日 | 1928年再選 | 24 | 71                                                                             | 23 | 1924年選出 死去 | 1925年3月4日 – 1929年8月24日 | 民主党 | ローレンス・D・タイソン | 24 |
| 25 | ケネス・マッケラー | 民主党 | 1917年3月4日 – 1953年1月3日 | 1928年再選 | 24 | 71                                                                             | 23 | | 1929年8月25日 – 1929年9月1日 | 空席 | 空席 | 空席 |
| 25 | ケネス・マッケラー | 民主党 | 1917年3月4日 – 1953年1月3日 | 1928年再選 | 24 | 71                                                                             | 23 | タイソンの任期を引き継ぐため任命 1930年11月4日タイソンに任期を満了するため選出 引退                                                                                             | 1929年9月2日 – 1931年3月3日 | 民主党 | ウィリアム・E・ブロック | 25 |
| 25 | ケネス・マッケラー | 民主党 | 1917年3月4日 – 1953年1月3日 | 1928年再選 | 24 | 72                                                                             | 24 | 1930年選出 国務長官就任のため辞職 | 1931年3月4日 – 1933年3月3日 | 民主党 | コーデル・ハル | 26 |
| 25 | ケネス・マッケラー | 民主党 | 1917年3月4日 – 1953年1月3日 | 1928年再選 | 24 | 73                                                                             | 24 | ハルの任期を引き継ぐため任命 1934年11月7日ハルの任期を満了するため選出 | 1933年3月4日 – 1937年4月23日 | 民主党 | ネイサル・L・バックマン | 27 |
| 25 | ケネス・マッケラー | 民主党 | 1917年3月4日 – 1953年1月3日 | 1934年再選 | 25 | 74                                                                             | 24 | ハルの任期を引き継ぐため任命 1934年11月7日ハルの任期を満了するため選出 | 1933年3月4日 – 1937年4月23日 | 民主党 | ネイサル・L・バックマン | 27 |
| 25 | ケネス・マッケラー | 民主党 | 1917年3月4日 – 1953年1月3日 | 1934年再選 | 25 | 75                                                                             | 25 | 1936年再選 死去 | 1933年3月4日 – 1937年4月23日 | 民主党 | ネイサル・L・バックマン | 27 |
| 25 | ケネス・マッケラー | 民主党 | 1917年3月4日 – 1953年1月3日 | 1934年再選 | 25 | 75                                                                             | 25 | | 1937年4月24日 – 1937年5月5日 | 空席 | 空席 | 空席 |
| 25 | ケネス・マッケラー | 民主党 | 1917年3月4日 – 1953年1月3日 | 1934年再選 | 25 | 75                                                                             | 25 | バックマンの任期を引き継ぐため任命 後継選出時に引退 | 1937年5月6日 – 1938年11月8日 | 民主党 | ジョージ・L・ベリー | 28 |
| 25 | ケネス・マッケラー | 民主党 | 1917年3月4日 – 1953年1月3日 | 1934年再選 | 25 | 75                                                                             | 25 | バックマンの任期を満了するため選出 | 1938年11月9日 – 1949年1月3日 | 民主党 | トム・スチュアート | 29 |
| 25 | ケネス・マッケラー | 民主党 | 1917年3月4日 – 1953年1月3日 | 1934年再選 | 25 | 76                                                                             | 25 | バックマンの任期を満了するため選出 | 1938年11月9日 – 1949年1月3日 | 民主党 | トム・スチュアート | 29 |
| 25 | ケネス・マッケラー | 民主党 | 1917年3月4日 – 1953年1月3日 | 1940年再選 | 26 | 77                                                                             | 25 | バックマンの任期を満了するため選出 | 1938年11月9日 – 1949年1月3日 | 民主党 | トム・スチュアート | 29 |
| 25 | ケネス・マッケラー | 民主党 | 1917年3月4日 – 1953年1月3日 | 1940年再選 | 26 | 78                                                                             | 26 | 1942年再選 再指名に失敗 | 1938年11月9日 – 1949年1月3日 | 民主党 | トム・スチュアート | 29 |
| 25 | ケネス・マッケラー | 民主党 | 1917年3月4日 – 1953年1月3日 | 1940年再選 | 26 | 79                                                                             | 26 | 1942年再選 再指名に失敗 | 1938年11月9日 – 1949年1月3日 | 民主党 | トム・スチュアート | 29 |
| 25 | ケネス・マッケラー | 民主党 | 1917年3月4日 – 1953年1月3日 | 1946年再選 再指名に失敗 | 27 | 80                                                                             | 26 | 1942年再選 再指名に失敗 | 1938年11月9日 – 1949年1月3日 | 民主党 | トム・スチュアート | 29 |
| 25 | ケネス・マッケラー | 民主党 | 1917年3月4日 – 1953年1月3日 | 1946年再選 再指名に失敗 | 27 | 81                                                                             | 27 | 1948年選出 | 1949年1月3日 – 1963年8月10日 | 民主党 | エステス・キーフォーヴァー | 30 |
| 25 | ケネス・マッケラー | 民主党 | 1917年3月4日 – 1953年1月3日 | 1946年再選 再指名に失敗 | 27 | 82                                                                             | 27 | 1948年選出 | 1949年1月3日 – 1963年8月10日 | 民主党 | エステス・キーフォーヴァー | 30 |
| 26 | アルバート・ゴア・シニア | 民主党 | 1953年1月3日 – 1971年1月3日 | 1952年選出 | 28 | 83                                                                             | 27 | 1948年選出 | 1949年1月3日 – 1963年8月10日 | 民主党 | エステス・キーフォーヴァー | 30 |
| 26 | アルバート・ゴア・シニア | 民主党 | 1953年1月3日 – 1971年1月3日 | 1952年選出 | 28 | 84                                                                             | 28 | 1954年再選 | 1949年1月3日 – 1963年8月10日 | 民主党 | エステス・キーフォーヴァー | 30 |
| 26 | アルバート・ゴア・シニア | 民主党 | 1953年1月3日 – 1971年1月3日 | 1952年選出 | 28 | 85                                                                             | 28 | 1954年再選 | 1949年1月3日 – 1963年8月10日 | 民主党 | エステス・キーフォーヴァー | 30 |
| 26 | アルバート・ゴア・シニア | 民主党 | 1953年1月3日 – 1971年1月3日 | 1958年再選 | 29 | 86                                                                             | 28 | 1954年再選 | 1949年1月3日 – 1963年8月10日 | 民主党 | エステス・キーフォーヴァー | 30 |
| 26 | アルバート・ゴア・シニア | 民主党 | 1953年1月3日 – 1971年1月3日 | 1958年再選 | 29 | 87                                                                             | 29 | 1960年再選 死去 | 1949年1月3日 – 1963年8月10日 | 民主党 | エステス・キーフォーヴァー | 30 |
| 26 | アルバート・ゴア・シニア | 民主党 | 1953年1月3日 – 1971年1月3日 | 1958年再選 | 29 | 88                                                                             | 29 | 1960年再選 死去 | 1949年1月3日 – 1963年8月10日 | 民主党 | エステス・キーフォーヴァー | 30 |
| 26 | アルバート・ゴア・シニア | 民主党 | 1953年1月3日 – 1971年1月3日 | 1958年再選 | 29 |                                                                                | 29 | 1963年8月10日 – 1963年8月20日 | 空席 | 空席 | 空席 | |
| 26 | アルバート・ゴア・シニア | 民主党 | 1953年1月3日 – 1971年1月3日 | 1958年再選 | 29 | キーフォーヴァーの任期を引き継ぐため任命 引退                                  | 29 | 1963年8月20日 – 1964年11月3日 | 民主党 | ハーバート・S・ウォルターズ | 31 | |
| 26 | アルバート・ゴア・シニア | 民主党 | 1953年1月3日 – 1971年1月3日 | 1958年再選 | 29 | キーフォーヴァーの任期を満了するため選出 再指名に失敗                          | 29 | 1964年11月4日 – 1967年1月2日 | 民主党 | ロス・ベース | 32 | |
| 26 | アルバート・ゴア・シニア | 民主党 | 1953年1月3日 – 1971年1月3日 | 1964年再選 再選に失敗 | 30 | キーフォーヴァーの任期を満了するため選出 再指名に失敗                          | 29 | 1964年11月4日 – 1967年1月2日 | 民主党 | ロス・ベース | 32 | 89 |
| 26 | アルバート・ゴア・シニア | 民主党 | 1953年1月3日 – 1971年1月3日 | 1964年再選 再選に失敗 | 30 | 90                                                                             | 30 | 1966年選出 | 1967年1月3日 – 1985年1月3日 | 共和党 | ハワード・ベーカー | 33 |
| 26 | アルバート・ゴア・シニア | 民主党 | 1953年1月3日 – 1971年1月3日 | 1964年再選 再選に失敗 | 30 | 91                                                                             | 30 | 1966年選出 | 1967年1月3日 – 1985年1月3日 | 共和党 | ハワード・ベーカー | 33 |
| 27 | ビル・ブロック | 共和党 | 1971年1月3日 – 1977年1月3日 | 1970年選出 再選に失敗 | 31 | 92                                                                             | 30 | 1966年選出 | 1967年1月3日 – 1985年1月3日 | 共和党 | ハワード・ベーカー | 33 |
| 27 | ビル・ブロック | 共和党 | 1971年1月3日 – 1977年1月3日 | 1970年選出 再選に失敗 | 31 | 93                                                                             | 31 | 1972年再選 | 1967年1月3日 – 1985年1月3日 | 共和党 | ハワード・ベーカー | 33 |
| 27 | ビル・ブロック | 共和党 | 1971年1月3日 – 1977年1月3日 | 1970年選出 再選に失敗 | 31 | 94                                                                             | 31 | 1972年再選 | 1967年1月3日 – 1985年1月3日 | 共和党 | ハワード・ベーカー | 33 |
| 28 | ジム・サッサー | 民主党 | 1977年1月3日 – 1995年1月3日 | 1976年選出 | 32 | 95                                                                             | 31 | 1972年再選 | 1967年1月3日 – 1985年1月3日 | 共和党 | ハワード・ベーカー | 33 |
| 28 | ジム・サッサー | 民主党 | 1977年1月3日 – 1995年1月3日 | 1976年選出 | 32 | 96                                                                             | 32 | 1978年再選 引退 | 1967年1月3日 – 1985年1月3日 | 共和党 | ハワード・ベーカー | 33 |
| 28 | ジム・サッサー | 民主党 | 1977年1月3日 – 1995年1月3日 | 1976年選出 | 32 | 97                                                                             | 32 | 1978年再選 引退 | 1967年1月3日 – 1985年1月3日 | 共和党 | ハワード・ベーカー | 33 |
| 28 | ジム・サッサー | 民主党 | 1977年1月3日 – 1995年1月3日 | 1982年再選 | 33 | 98                                                                             | 32 | 1978年再選 引退 | 1967年1月3日 – 1985年1月3日 | 共和党 | ハワード・ベーカー | 33 |
| 28 | ジム・サッサー | 民主党 | 1977年1月3日 – 1995年1月3日 | 1982年再選 | 33 | 99                                                                             | 33 | 1984年選出 | 1985年1月3日 – 1993年1月2日 | 民主党 | アル・ゴア | 34 |
| 28 | ジム・サッサー | 民主党 | 1977年1月3日 – 1995年1月3日 | 1982年再選 | 33 | 100                                                                            | 33 | 1984年選出 | 1985年1月3日 – 1993年1月2日 | 民主党 | アル・ゴア | 34 |
| 28 | ジム・サッサー | 民主党 | 1977年1月3日 – 1995年1月3日 | 1988年再選 再選に失敗 | 34 | 101                                                                            | 33 | 1984年選出 | 1985年1月3日 – 1993年1月2日 | 民主党 | アル・ゴア | 34 |
| 28 | ジム・サッサー | 民主党 | 1977年1月3日 – 1995年1月3日 | 1988年再選 再選に失敗 | 34 | 102                                                                            | 34 | 1990年再選 副大統領就任のため辞職 | 1985年1月3日 – 1993年1月2日 | 民主党 | アル・ゴア | 34 |
| 28 | ジム・サッサー | 民主党 | 1977年1月3日 – 1995年1月3日 | 1988年再選 再選に失敗 | 34 | 102                                                                            | 34 | | 1993年1月2日 – 1993年1月5日 | 空席 | 空席 | 空席 |
| 28 | ジム・サッサー | 民主党 | 1977年1月3日 – 1995年1月3日 | 1988年再選 再選に失敗 | 34 | 103                                                                            | 34 | | 1993年1月2日 – 1993年1月5日 | 空席 | 空席 | 空席 |
| 28 | ジム・サッサー | 民主党 | 1977年1月3日 – 1995年1月3日 | 1988年再選 再選に失敗 | 34 | ゴアの任期を引き継ぐため任命 後継選出時に引退                                  | 34 | 1993年1月5日 – 1994年12月2日 | 民主党 | ハーラン・マシューズ | 35 | |
| 28 | ジム・サッサー | 民主党 | 1977年1月3日 – 1995年1月3日 | 1988年再選 再選に失敗 | 34 | ゴアの任期を満了するため選出                                                   | 34 | 1994年12月2日 – 2003年1月3日 | 共和党 | フレッド・トンプソン | 36 | |
| 29 | ウィリアム・フリスト | 共和党 | 1995年1月3日 – 2007年1月3日 | 1994年選出 | 35 | ゴアの任期を満了するため選出                                                   | 34 | 1994年12月2日 – 2003年1月3日 | 共和党 | フレッド・トンプソン | 36 | 104 |
| 29 | ウィリアム・フリスト | 共和党 | 1995年1月3日 – 2007年1月3日 | 1994年選出 | 35 | 105                                                                            | 35 | 1994年12月2日 – 2003年1月3日 | 共和党 | フレッド・トンプソン | 36 | 1996年再選 引退 |
| 29 | ウィリアム・フリスト | 共和党 | 1995年1月3日 – 2007年1月3日 | 1994年選出 | 35 | 106                                                                            | 35 | 1994年12月2日 – 2003年1月3日 | 共和党 | フレッド・トンプソン | 36 | 1996年再選 引退 |
| 29 | ウィリアム・フリスト | 共和党 | 1995年1月3日 – 2007年1月3日 | 2000年再選 引退 | 36 | 107                                                                            | 35 | 1994年12月2日 – 2003年1月3日 | 共和党 | フレッド・トンプソン | 36 | 1996年再選 引退 |
| 29 | ウィリアム・フリスト | 共和党 | 1995年1月3日 – 2007年1月3日 | 2000年再選 引退 | 36 | 108                                                                            | 36 | 2002年選出 | 2003年1月3日 – 2021年1月3日 | 共和党 | ラマー・アレクサンダー | 37 |
| 29 | ウィリアム・フリスト | 共和党 | 1995年1月3日 – 2007年1月3日 | 2000年再選 引退 | 36 | 109                                                                            | 36 | 2002年選出 | 2003年1月3日 – 2021年1月3日 | 共和党 | ラマー・アレクサンダー | 37 |
| 30 | ボブ・コーカー | 共和党 | 2007年1月3日 – 2019年1月3日 | 2006年選出 | 37 | 110                                                                            | 36 | 2002年選出 | 2003年1月3日 – 2021年1月3日 | 共和党 | ラマー・アレクサンダー | 37 |
| 30 | ボブ・コーカー | 共和党 | 2007年1月3日 – 2019年1月3日 | 2006年選出 | 37 | 111                                                                            | 37 | 2008年再選 | 2003年1月3日 – 2021年1月3日 | 共和党 | ラマー・アレクサンダー | 37 |
| 30 | ボブ・コーカー | 共和党 | 2007年1月3日 – 2019年1月3日 | 2006年選出 | 37 | 112                                                                            | 37 | 2008年再選 | 2003年1月3日 – 2021年1月3日 | 共和党 | ラマー・アレクサンダー | 37 |
| 30 | ボブ・コーカー | 共和党 | 2007年1月3日 – 2019年1月3日 | 2012年再選 引退 | 38 | 113                                                                            | 37 | 2008年再選 | 2003年1月3日 – 2021年1月3日 | 共和党 | ラマー・アレクサンダー | 37 |
| 30 | ボブ・コーカー | 共和党 | 2007年1月3日 – 2019年1月3日 | 2012年再選 引退 | 38 | 114                                                                            | 38 | 2014年再選 引退 | 2003年1月3日 – 2021年1月3日 | 共和党 | ラマー・アレクサンダー | 37 |
| 30 | ボブ・コーカー | 共和党 | 2007年1月3日 – 2019年1月3日 | 2012年再選 引退 | 38 | 115                                                                            | 38 | 2014年再選 引退 | 2003年1月3日 – 2021年1月3日 | 共和党 | ラマー・アレクサンダー | 37 |
| 31 | マーシャ・ブラックバーン | 共和党 | 2019年1月3日 – 現職 | 2018年選出 | 39 | 116                                                                            | 38 | 2014年再選 引退 | 2003年1月3日 – 2021年1月3日 | 共和党 | ラマー・アレクサンダー | 37 |
| 31 | マーシャ・ブラックバーン | 共和党 | 2019年1月3日 – 現職 | 2018年選出 | 39 | 117                                                                            | 39 | 2020年選出 | 2021年1月3日 – 現職 | 共和党 | ビル・ハガティ | 38 |
| 31 | マーシャ・ブラックバーン | 共和党 | 2019年1月3日 – 現職 | 2018年選出 | 39 | 118                                                                            | 39 | 2020年選出 | 2021年1月3日 – 現職 | 共和党 | ビル・ハガティ | 38 |
| 2024年改選予定 | 2024年改選予定 | 2024年改選予定 | 2024年改選予定 | 2024年改選予定 | 40 | 119                                                                            | 39 | 2020年選出 | 2021年1月3日 – 現職 | 共和党 | ビル・ハガティ | 38 |
| 2024年改選予定 | 2024年改選予定 | 2024年改選予定 | 2024年改選予定 | 2024年改選予定 | 40 | 120                                                                            | 40 | 2026年改選予定 | 2026年改選予定 | 2026年改選予定 | 2026年改選予定 | 2026年改選予定 |
| # | 氏名 | 所属政党 | 在職期間 | 選挙歴 | 任 期 |                                                                                | 任 期 | 選挙歴 | 在職期間 | 所属政党 | 氏名 | # |
| 第1部 | 第1部 | 第1部 | 第1部 | 第1部 | 第1部 | 第2部                                                                          | 第2部 | 第2部 | 第2部 | 第2部 | 第2部 | |